# Leighton Meester
Leighton Marissa Meester, född 9 april 1986 i Marco Island i Florida, är en amerikansk skådespelare, sångare, låtskrivare och modell. Hon är känd för sin medverkan i TV-serier som Surface, 24, Law & Order, Veronica Mars och Gossip Girl, som började sändas i Nordamerika i september 2007. I Gossip Girl spelar Meester rollen som Blair Waldorf.

## Tidigt liv
Innan Leighton Meesters födelse var hennes föräldrar, Connie och Doug, inblandade i marijuanasmuggling från Jamaica till USA. Båda greps av polisen. Connie blev släppt mot borgen och blev gravid. Efter detta blev hon dömd för sitt brott och fick tillbringa graviditeten i Texas State Prison. Leighton föddes på ett sjukhus i Texas, och Connie tilläts att bo med Leighton i ett särskilt hus under tre månader, innan hon skulle avtjäna 10 års fängelse. Leighton fick bo med en släkting.
Efter sexton månader i fängelset släpptes Connie och hon återvände till Leighton. Meester har sagt att hon inte är arg på vad hennes föräldrar har gjort i det förflutna.

## Karriär
Meester blev intresserad av skådespeleri när hon medverkade i den lokala produktionen av Trollkarlen från Oz. När hon fyllde elva år flyttade hennes familj till New York. Strax därpå började Meester arbeta som fotomodell för Wilhelmina Models. Där medverkade hon i en kampanj för Ralph Lauren som fotograferades av Bruce Webber och dåvarande fotografen Sofia Coppola.
Meester fick rollen som Savannah Bennett i TV-serien Surface. Hon gjorde även gästroller i serier som 24, House, Veronica Mars och 7th Heaven. Meester medverkade även i Entourage som Justine Chapin under säsong 1. Meester gjorde sin filmdebut i filmen Hangman's Curse, en film baserad på en bästsäljande roman av Frank Peretti.
Leighton medverkade 2006 i thrillern Flourish, där man även kan se Jennifer Morrison och Jesse Spencer.
År 2006 spelade hon huvudrollen i komedin/skräckfilmen Drive-Thru. Hon spelade även in en låt för filmens soundtrack. Under våren 2006 meddelades det att hon skulle medverka i komedin Remember the Daze.
Mellan 2007 och 2012 var Meester en av huvudrollsinnehavarna i CW-serien Gossip Girl, en TV-serie skapad av Josh Schwartz (skaparen av OC), och baserad på en bokserie som handlar om rika New York-studenter på Upper East Side. I serien spelar hon karaktären Blair Waldorf, vilken är den roll hon är mest känd för. 
Meester har även medverkat i CSI: Miami; hon har även en roll i serien Shark. När hon inte jobbar med film och TV, ägnar hon sig åt låtskrivande.
Meester har arbetat med skådespelerskan Kristen Bell i två serier. I Gossip Girl, är Bell rösten bakom Gossip Girl och Meester spelar Blair Waldorf, och i Veronica Mars, där Bell har huvudrollen med samma namn, medverkar Meester som Carrie Bishop. Meester har även jobbat med nuvarande kollegan på Gossip Girl Penn Badgley i Drive-Thru, där Badgley spelar Val Espinoza. Hon är även en av huvudrollsinnehavarna i skräckfilmenThe Roommate från 2011, där hon arbetade med bland annat skådespelaren Cam Gigandet, känd från Twilight och OC  Meester har även fått en roll i filmen Date Night med stjärnor som James Franco, Steve Carell, Mark Wahlberg och Tina Fey.

### Musikkarriär
I april 2009 meddelades det att Meester hade signerat ett skivkontrakt med Universal Republic. Albumet sades vara elektroniskt, dansigt och utmanande; hon kommer att arbeta med JR Rotem, Kara DioGuardi och ett flertal andra producenter. Den första singeln släpptes i juli, medan hela albumet släpps i höst. Meester medverkar på Cobra Starship sång "Good Girls Go Bad", första singeln från deras kommande tredje studioalbum, Hot Mess. Låten släpptes digitalt den 11 maj 2009.
Meester har skrivit de flesta av låtarna på det kommande album, ingen annan information har släppts. En coverlåt, Bette Davis Eyes (skriven 1974 av Donna Weiss och Jackie DeShannon), har läckt ut på internet och kan vara en av låtarna som är med på det kommande albumet. För några veckor sedan läckte även en annan låt ut, Birthday. Den är från början gjord av bandet Awesome New Republic.

## Privatliv
Meester rankades som nummer 12 på Maxim's Hot 100 lista 2009. I juni 2009 rapporterades det att en sexvideo med Meester cirkulerade på internet, vilket det har utbrutit ett budgivningskrig om.
Från 2008 till 2010 hade Meester ett förhållande med Gossip Girl-kollegan Sebastian Stan. I november 2013 förlovade hon sig med skådespelaren Adam Brody och tre månader senare, i februari 2014, gifte sig paret. Meester födde parets första barn, en dotter, den 4 augusti 2015. I september 2020 bekräftade Brody att deras andra barn, en son, föddes.

## Filmografi

### Filmer
| År   | Titel              | Roll                | Övrigt          |
| ---- | ------------------ | ------------------- | --------------- |
| 2003 | Hangman's Curse    | Elisha Springfield  |                 |
| 2006 | Flourish           | Lucy Covner         |                 |
| 2007 | Drive Thru         | Mackenzie Carpenter |                 |
| 2007 | Remember the Daze  | Tori                |                 |
| 2008 | Killer Movie       | Jaynie Hansen       |                 |
| 2010 | En galen natt      | Katy                |                 |
| 2010 | Going the Distance | Amy                 |                 |
| 2010 | Country Strong     | Chiles Stanton      |                 |
| 2011 | The Roommate       | Rebecca             |                 |
| 2011 | Monte Carlo        | Meg                 |                 |
| 2011 | The Oranges        | Nina                |                 |
| 2012 | That's My Boy      | Jamie               |                 |
| 2014 | Life Partners      | Sasha Weiss         |                 |
| 2014 | The Judge          | Carla Powell        |                 |
| 2015 | Unity              | Berättare (röst)    | Dokumentär film |

### Television
| År        | Titel               | Roll             | Avsnitt     |
| --------- | ------------------- | ---------------- | ----------- |
| 1999      | Law & Order         | Alyssa Turner    | 1 avsnitt   |
| 2001      | Boston Public       | Sarah Breen      | 1 avsnitt   |
| 2002      | Once and Again      | Amanda           | 1 avsnitt   |
| 2002      | Family Affair       | Irene            | 1 avsnitt   |
| 2003      | Tarzan              | Nicki Porter     | 5 avsnitt   |
| 2004      | Jordan, rättsläkare | Marie Strand     | 1 avsnitt   |
| 2004      | 7th Heaven          | Kendall          | 2 avsnitt   |
| 2004      | North Shore         | Veronica Farrell | 1 avsnitt   |
| 2004–2008 | Entourage           | Justine Chapin   | 3 avsnitt   |
| 2005      | 24                  | Debbie Pendleton | 4 avsnitt   |
| 2005      | 8 Simple Rules      | Nikki            | 1 avsnitt   |
| 2005      | Veronica Mars       | Carrie Bishop    | 2 avsnitt   |
| 2005–2006 | Surface             | Savannah Barnett | 12 avsnitt  |
| 2006      | Monster Allergy     | Poppy            | 1 avsnitt   |
| 2006      | Numb3rs             | Karen Camden     | 1 avsnitt   |
| 2006      | House               | Ali              | 2 avsnitt   |
| 2007      | CSI: Miami          | Heather Crowley  | 1 avsnitt   |
| 2007      | Shark               | Megan            | 3 avsnitt   |
| 2007–2012 | Gossip Girl         | Blair Waldorf    | 121 avsnitt |
| 2017      | Making History      | Deborah Revere   | 9 avsnitt   |
| 2018–2020 | Single Parents      | Angie D'Amato    | Huvudroll   |

## Diskografi

### Album
- 25 januari 2010 – Leighton Meester

### Singlar
- 11 maj 2009 – Good Girls Go Bad (Cobra Starship med Leighton Meester)
- 14 oktober 2009 – Somebody to Love (med Robin Thicke)
- December 2009 -  Christmas (Baby Please Come Home)